# Ayten Alpman
Ayten Alpman (Istanbul, 20 novembre 1931 – Istanbul, 20 aprile 2012) è stata una cantante pop e jazz turca.

## Biografia

### Vita personale
Nata nel 1931 a Istanbul, in Turchia, Alpman ha lavorato come voce solista per Istanbul Radio dopo aver terminato il liceo. Alpman ha sposato il pianista e compositore jazz İlham Gencer nel 1953, dal quale ha avuto due figli. Venerdì 20 aprile 2012, Alpman è morta a Istanbul per insufficienza respiratoria all'età di 82 anni. È stata sepolta domenica 22 aprile 2012 nel cimitero di Ulus di Istanbul nella Moschea Teşvikiye. Il primo ministro turco Recep Tayyip Erdoğan ha inviato un messaggio di cordoglio affermando che "le canzoni di Alpman saranno ricordate per sempre".

### Carriera
Ha iniziato la sua carriera di cantante negli anni '50, incoraggiata dal produttore turco Arif Mardin a cantare canzoni jazz. Ha pubblicato il suo primo disco, Sayonara / Passion Flower, nel 1959. Nel 1972, Alpman ha pubblicato la canzone Memleketim ("My Country") che divenne immensamente popolare a Cipro e in Turchia nel 1974 durante gli anni della questione di Cipro. Raramente entrava nello studio di registrazione, ha inciso solo due LP in tutta la sua carriera. Le sue canzoni più importanti includono Sensiz Olmam, Yanımda Olsa e Ben Varım. La sua ultima pubblicazione è stata una compilation dei suoi singoli più famosi pubblicati da Ada Music nel 1999.

## Discografia
- 1967
  - İnan Bana / Ayrıldık Yalnızım
  - Seni Unutmak Senden Kaçmak İstiyorum / Kim Demiş Aşk Yalandır Diye
  - Bu Sana Son Seslenişim / Sevmedim Hayatı
  - Hakkın Yok / Beni Unutma
- 1968
  - Ve... Tanrı Aşkı Yarattı / Ömrüm Senindir
- 1969
  - Hayal / Çağırdın Sana Koştum
- 1970
  - Sensiz Olamam / Aynalar Aynalar
- 1971
  - Bir Başkadır Benim Memleketim / Yaşamak İçin
- 1973
  - Tek Başına ~ Sevince Herşey Başka
  - Memleketim ~ Unutsana
- 1974
  - Yanımda Olsa ~ İstersen
  - O Sabah ~ Ben Varım
  - Ben Yürürüm Yana Yana ~ Iraktır Yolların
  - "Memleketim"
- 1975
  - Birazcık Umut ~ Kimbilir Kim Var Yanında
  - Ben Böyleyim ~ Mutlu Olamadım
  - Ölünceye Kadar ~ O Gün
- 1976
- "Ben Böyleyim"
- 1977
  - Son Bir Defa ~ Neden Sanki Bu Dünya Dar Geliyor İnsana
- 1999
  - "Eski 45'likler"
- 2007
  - "Bir Başkadır Ayten Alpman"

## Filmografia
- Tek Başına (1974)
- Aşk Izdırabtır (1953)